# Олесько
Оле́сько — селище в Україні, у Буській міській територіальній громаді, Золочівського району Львівської області. До 2020 року Олесько разом з селами Волуйки, Теребежі та Циків підпорядковувалися Олеській селищній раді. Нині ці села належать до Олеського старостинського округу. Населення становить 1800 осіб.

## Географія

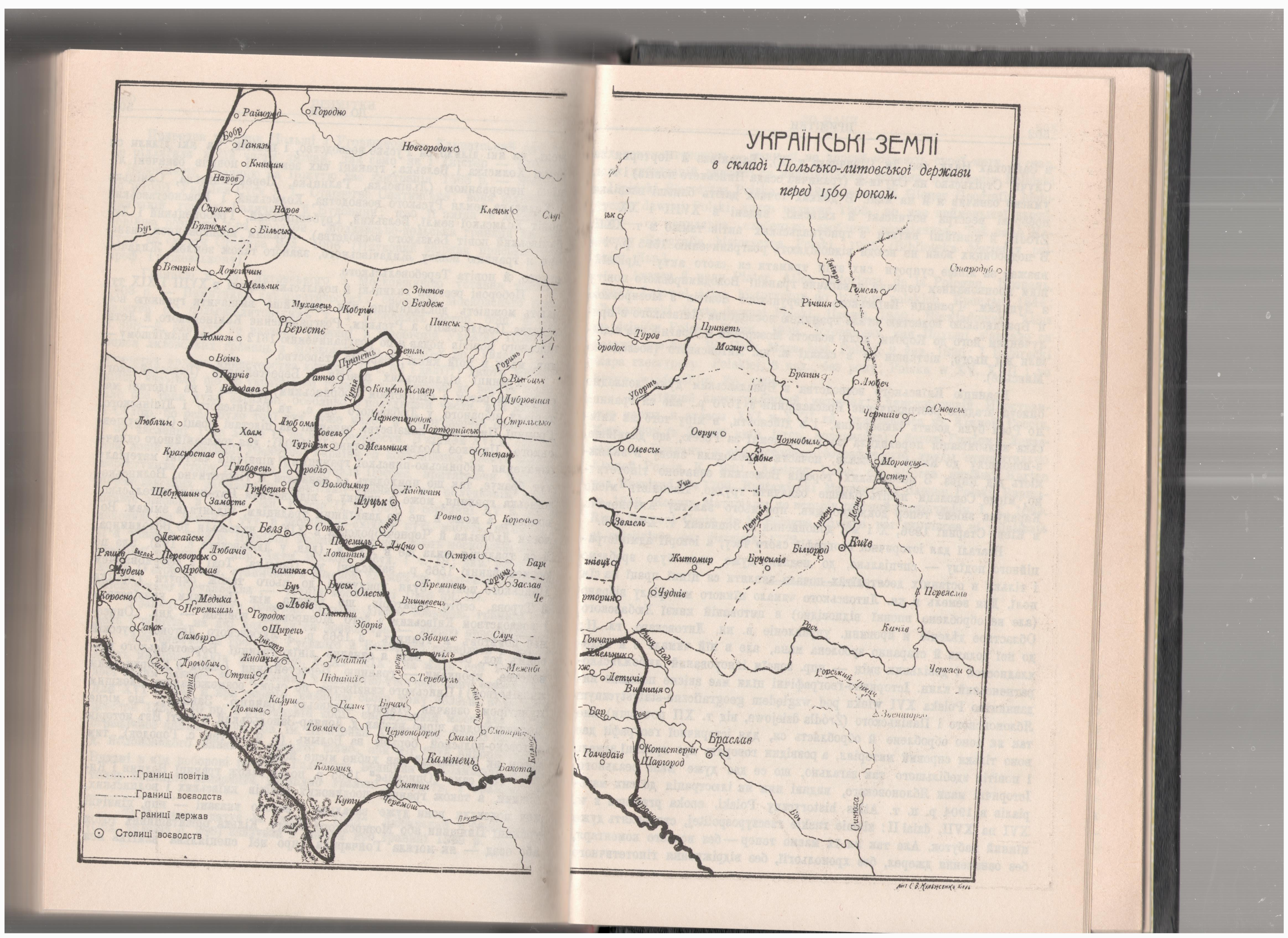
Олесько на адміністративній мапі-схемі

Селище Олесько розташоване за 75 км від обласного центру, 31 км від районного центру та 23 км від адміністративного центру громади. 

## Населення
За даними всеукраїнського перепису населення 2001 року в селі мешкало 1800 осіб.
Мова
Розподіл населення за рідною мовою за даними перепису 2001 року був наступним:
| українська | 1790 | 99,44 |
| російська  | 6    | 0,33  |
| польська   | 2    | 0,11  |
| білоруська | 1    | 0,06  |
| інша       | 1    | 0,06  |

## Історія

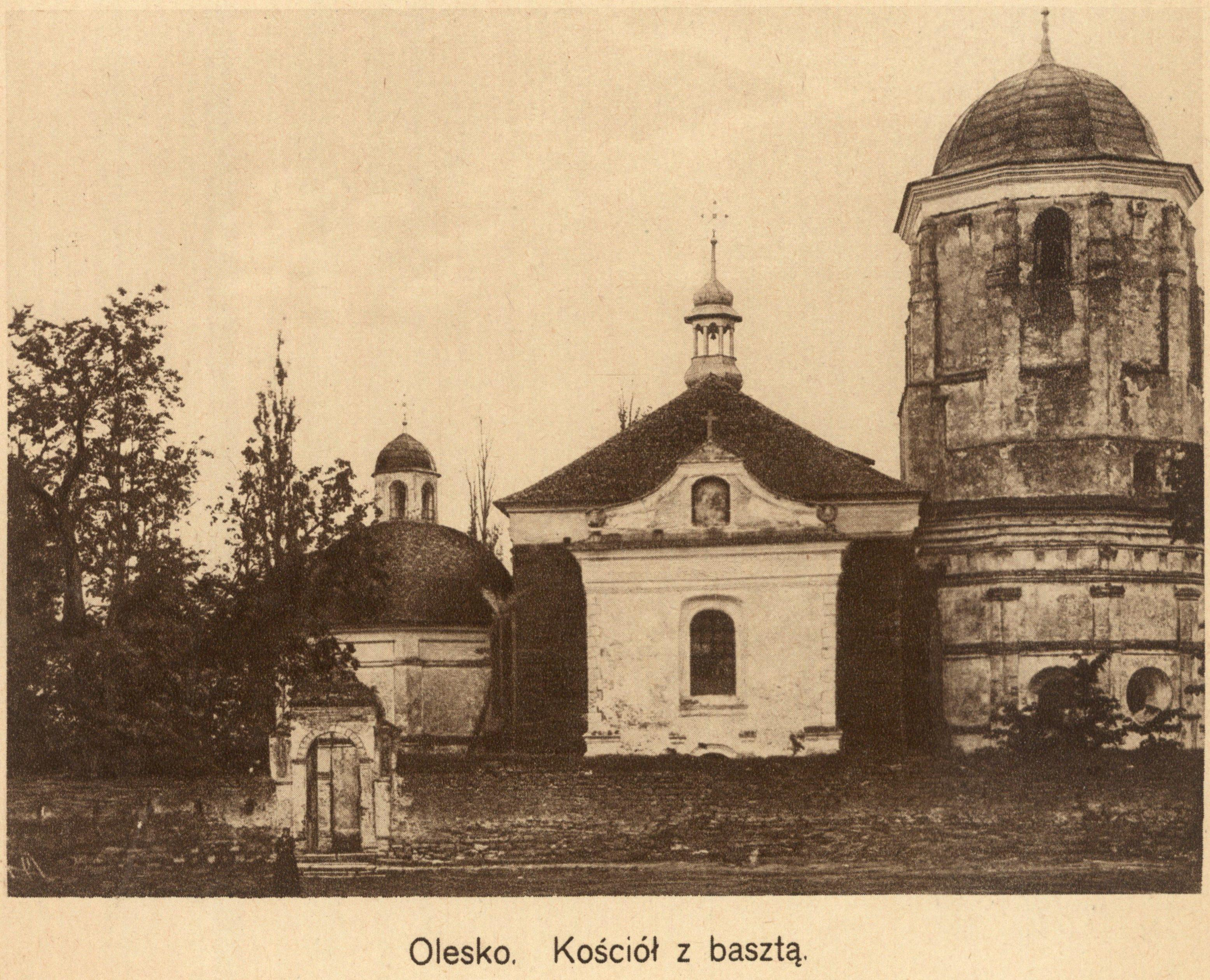
Костел Святої трійці 1900-1926

В історичній літературі згадане в 1327 році вже як оборонний центр із замком. Але перші поселення, які належать до висоцької та черняхівської культур, датують II—I тис. до н. е. Високий пагорб серед боліт, можливо у XIII столітті був форпостом давнього Пліснеська. Історія міста безпосередньо пов'язана з історією його замку.
Олесько розміщене на давньому рубежі між Галичиною та Волинню. Таке положення ще в князівські часи визначило подальшу долю цього давньоукраїнського містечка. У боротьбі між іноземними загарбниками — Литвою, Польщею та Угорщиною — за вигідний розподіл української спадщини, Олеський замок мав стратегічне значення як ключ до Волині чи Галичини і саме тут розмежовувалась експансія цих найближчих сусідів.
За «Історією міст і сіл Української РСР» Олесько, розташоване на той час на межі Волинської та Львівської земель, переходить у другій половині XIV століття з рук в руки. У 1366 році стало уділом князя Олександра Коріятовича — васала правителя Польської корони Казимир III Великий.
У 1370—1377 роки — під владою великого князя Любарта з литовської династії Гедиміновичів повернуте до складу Волинського князівства. 1377 року знову угорський та польський король Людовик силою зброї захопив Олесько та приєднав до своїх володінь, але 1382 року воно знову опинилося під владою Любарта.
Сигізмунд Кейстутович у грамоті від 15 жовтня 1432 року, підтвердженій підписами князів і панів, його прихильників (за взірець взяли грамоту Витовта 1401 р.), приймаючи від короля Ягайла титул великого князя литовського, визнавав за ним і його наступниками, зокрема, зверхність над ВКЛ, відступав Польщі Подільську землю, також спірні волинські прикордонні округи з центрами в містах Олесько, Ратне, Ветли, Лопатин.
Близько 1477 року спадкоємці дідича — Яна з Сєнна і Олеська — вдова Барбара та його 5 синів — провели частковий поділ спадку, за яким місто та замок залишився їх спільною власністю.
З 1780-х років відомий найдавніший герб містечка: щит чотиридільний, у першій червоній частині — срібний, подібний до лілії, хрест, у четвертій червоній частині — срібна фортечна вежа, у другій і третій срібних частинах — по вісім чорних гарматних ядер. У такому вигляді герб Олеська було подано 1786 року до цісарського затвердження.
У 1720-х роках в Олеську діяла українська парафіяльна школа. 1772 року Галичина переходить під владу Австрії, хоча піднесенню економічного рівня містечка це не сприяло. 1796 року Олесько купують магнати Зелінські. У місті був повітовий суд, працювали власне поштове відділення, нотаріальна контора та народна школа, заснована 1797 року Александром Зелінським. Школа була двокласною з польською мовою викладання. При школі діяли взірцевий розплідник фруктових дерев та пасіка. Старші учні набували практичних навичок у веденні садівництва, бджолярства та городництва. Вчитель проводив практичні заняття, на яких навіть розповідав про будову вуликів з соломи та їх практичне використання. У 1824 році містечко викупили магнати Літинські.
На початку XIX століття замок зазнав цілого ряду ушкоджень: 1806 рік — пожежа, 1836 рік — знов пожежа, 1838 рік — землетрус. Стіни замку луснули, а ліве крило цілком відвалилося. Був пошкоджений і монастир. Хоча поруч у селах, переказували люди, навіть шибки в хатах та церквах залишились неушкодженими. До руйнування замку доклали рук і самі власники. Випадково в одній з кімнат замку був знайдений скарб. Замок ледь не розібрали на камінчики, сподіваючись знайти неймовірні скарби.
У 1890-х роках дещо пожвавлюється економічне життя містечка. Ще у 1882 році засновано тут кредитний банк. У замку розмістилася школа. У 1898 році в Олеську організовано перше у Східній Галичині товариство «Сільський господар», яке сприяло поширенню землеробської культури. Наприкінці XIX століття містечко мало передмістя Млинки. Збудовано церкву Успіння Пресвятої Богородиці за проектом Василя Нагірного. У 1926—1928 роках інтер'єри розписав орнаментами і образами Юрій Магалевський.
Містечко зазнало значних руйнувань під час першої світової війни. З 1919 року Олесько окуповане Польщею. Через Олесько прокотилися хвилі першої світової війни, війна радянсько-польська 1920 року.
Вересень 1939 році приніс московських більшовиків, яких 1 липня 1941 року замінили німецькі окупанти. Німці вивезли більшість чоловічого населення на роботу до Німеччини. Під час Другої світової війни на території замку були влаштовані військові склади, а на території монастиря капуцинів — концтабір та гетто. У липні 1944 року в Олеську та поблизу відбувалися великі бої між Червоною армією та німецькими військами, включно з українською дивізією «Галичина». Бої мають назву — «Бродівський котел».
У 1940—1941 та 1944—1962 роках було центром Олеського району.

## Сучасність
Залізничний перегін Ожидів — Олесько — це місце катастрофи потягу з рідким фосфором 16 липня 2007 року.

## Пам'ятки історії

### Олеський замок
Конкретну і першу достеменну згадку про замок Олесько зустрічаємо у 1390 році (булла папи Боніфація IX, який дарував замки в Олеську і Тустані Галицькому католицькому єпископові). Далі не маємо ніякої згадки про цю визначну історико-архітектурну пам'ятку аж до 1431 року, коли Олесько стало опорним пунктом боротьби возз'єднання з Волинню. У листі великого магістра хрестоносців від липня 1431 року король Ягайло повідомляє про повстання Свидригайла, «який з допомогою своїх прихильників і наших повстанців зайняв замок у Збаражі, Крем'янці та Олеську».

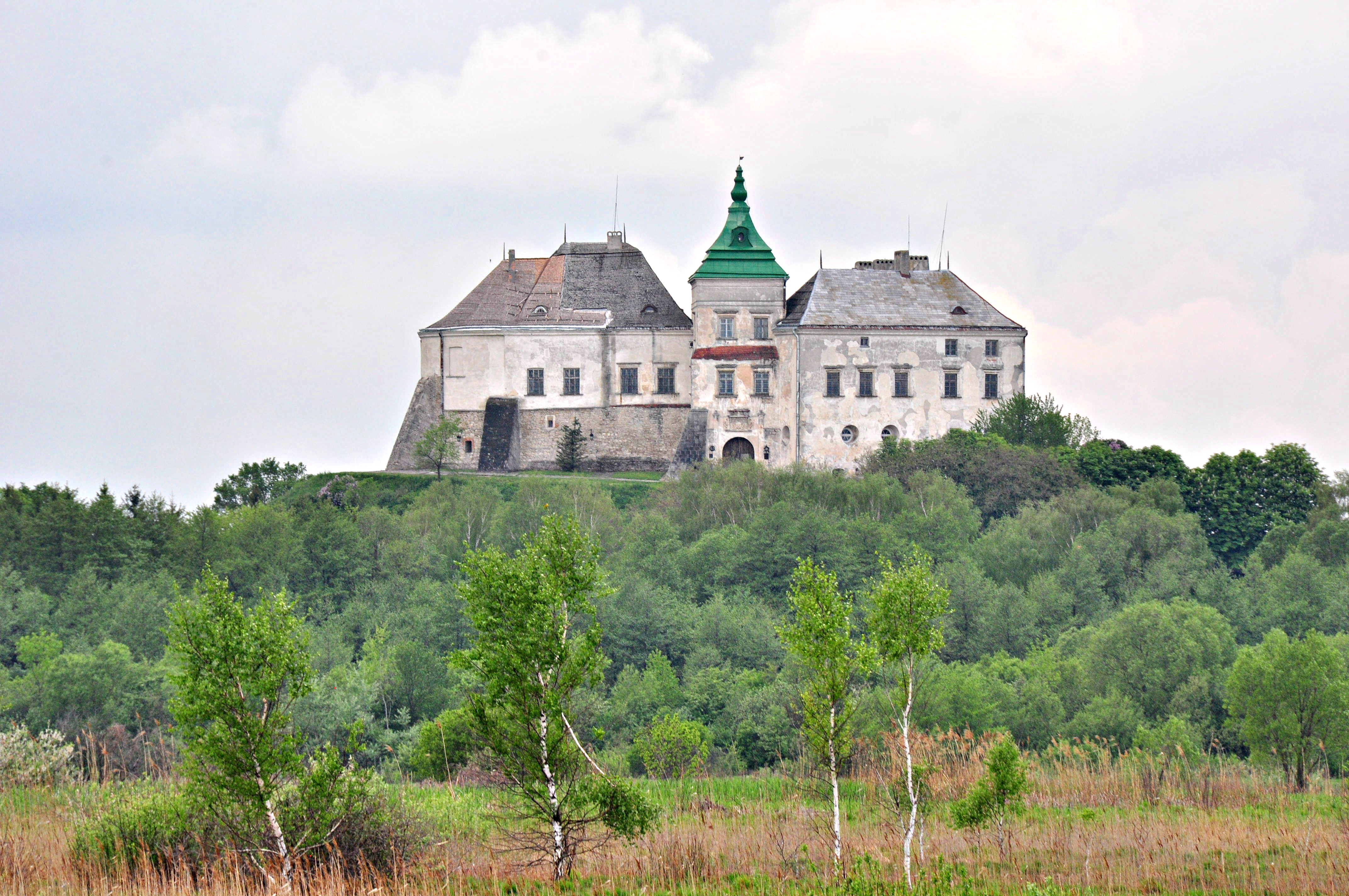
Олеський замок

1441 року король Владислав III Варненчик віддав «замок Олеський з містом та цілою округою» Янові з Сєнна (Сієни) за заслуги в обороні руських земель від татар. Після його смерті замок і місто одержав син Петро, потім по половині спадщини дістали його дві дочки, а від їхніх чоловіків замок перейшов до родин Каменецьких і Гербуртів. До Олеська належала тоді ціла округа — аж до кордону з Волинню.
1546 року проведено межу між Великим князівством Литовським і Польською Короною. З цього документа дізнаємося, що до «пана замку Олеського» належали цілий нинішній Бродівський район, частина Лопатинщини, Олесько і села до Ожидова включно.
1605 року замок з містом і частиною сіл перейшов до рук руського (тобто українського) магната Івана Даниловича. У 1629 році в Олеському замку народився майбутній король Польщі Ян III Собеський. Є дані про те, що у Даниловича в Олеську перебував батько Богдана Хмельницького — Михайло.
У середині XVII століття, тобто під час визвольної війни, замок був частково зруйнований і лише в 1680-х роках його відбудовано, а після придбання Собеськими перетворено на королівську резиденцію.

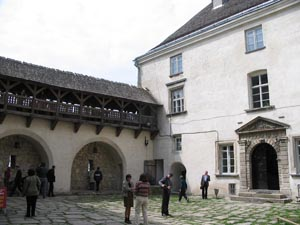
Подвір'я Олеського замку

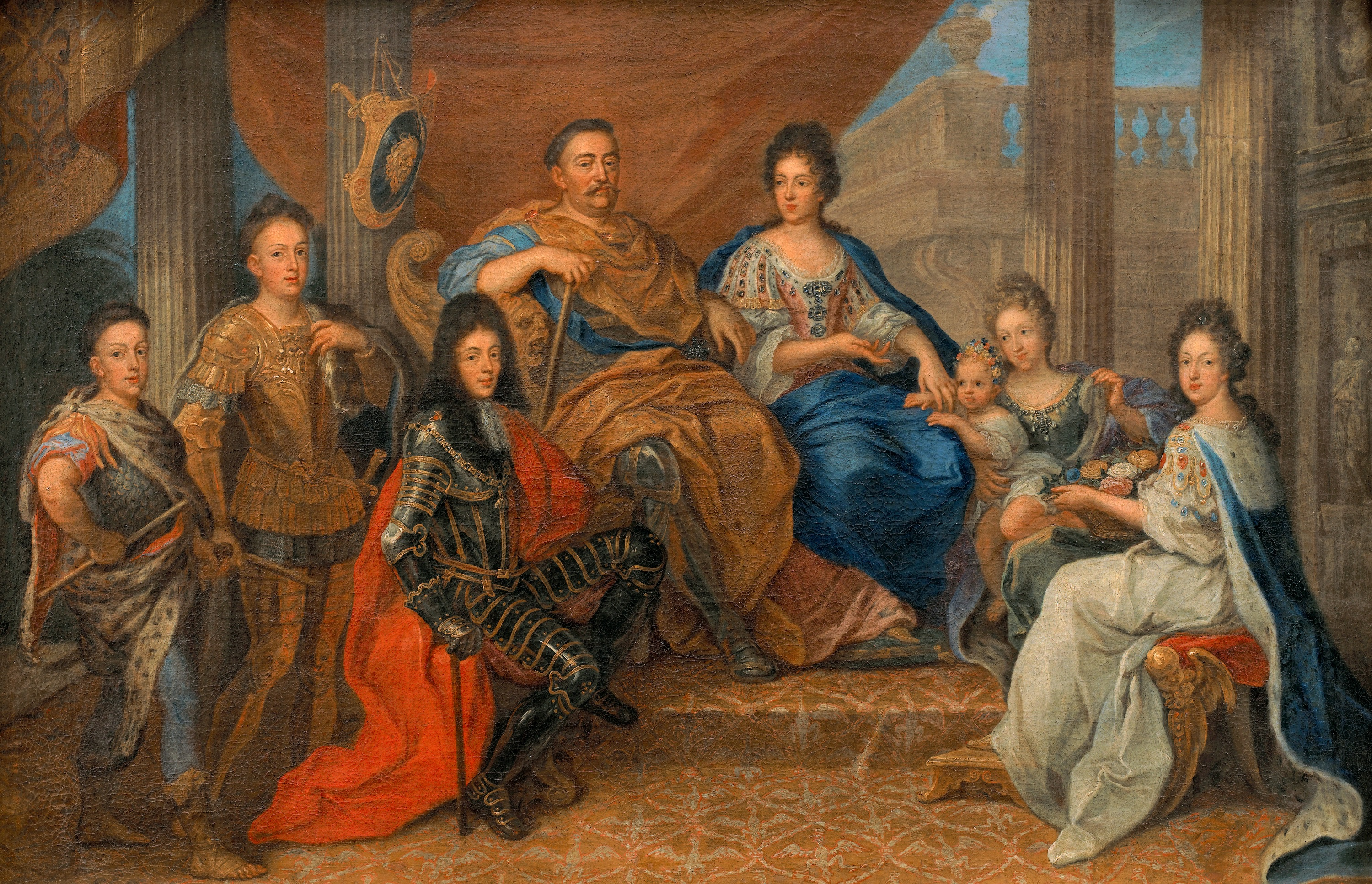
Ян III з родиною

Після проведеного в квітні 1698 року у Львові спадкоємцями померлого короля Яна III поділу його майна, очевидно, місто стало власністю королевича Александра Собеського. У 1707—1712 роках в Олеському замку перебувають московські війська. Петро І (Російська імперія) і Польща з королем Авґустом II Фрідріхом (Сильним) у ті часи були союзниками у війні проти шведів.
З 1716 року замок перебував у власності найстаршого сина короля Якуба Людвіка Собеського. У 1719 році він продав його Станіславу Матеушу Жевуському. Його син — волинський воєвода Северин Юзеф Жевуський — перетворив замок на розкішну резиденцію, також заклав в Олеську монастир капуцинів. Після смерті С. Ю. Жевуського власником Олеська став його брат Вацлав Пйотр Жевуський, за чиїм наказом у 1755 році більшість родинних цінностей було перевезено до Підгорецького замку. Короткий час в 1785—1788 роках монастир капуцинів використовувався австрійським урядом як військовий шпиталь.
У 1882 році, коли замок викупив уряд Австро-Угорщини, це була вже суцільна руїна. У 1891 році провели реставрацію і з 1898 року тут відкрилась сільськогосподарська школа. Також реставрацію проводила й польська влада з 1933 року. У 1939 році в замку утримувалися польські військовополонені.
Після війни на території монастиря були склади, якийсь майстерні, сільськогосподарське училище. У 1951 році після удару блискавки пожежа зробила з замку майже суцільну руїну. Лише у 1969 році замок передано Львівській картинній галереї, у 1975 році тут відкрився музей. У наш час пам'ятка є популярним об'єктом туризму і входить у відомий маршрут «Золота підкова Львівщини».

### Монастир Капуцинів

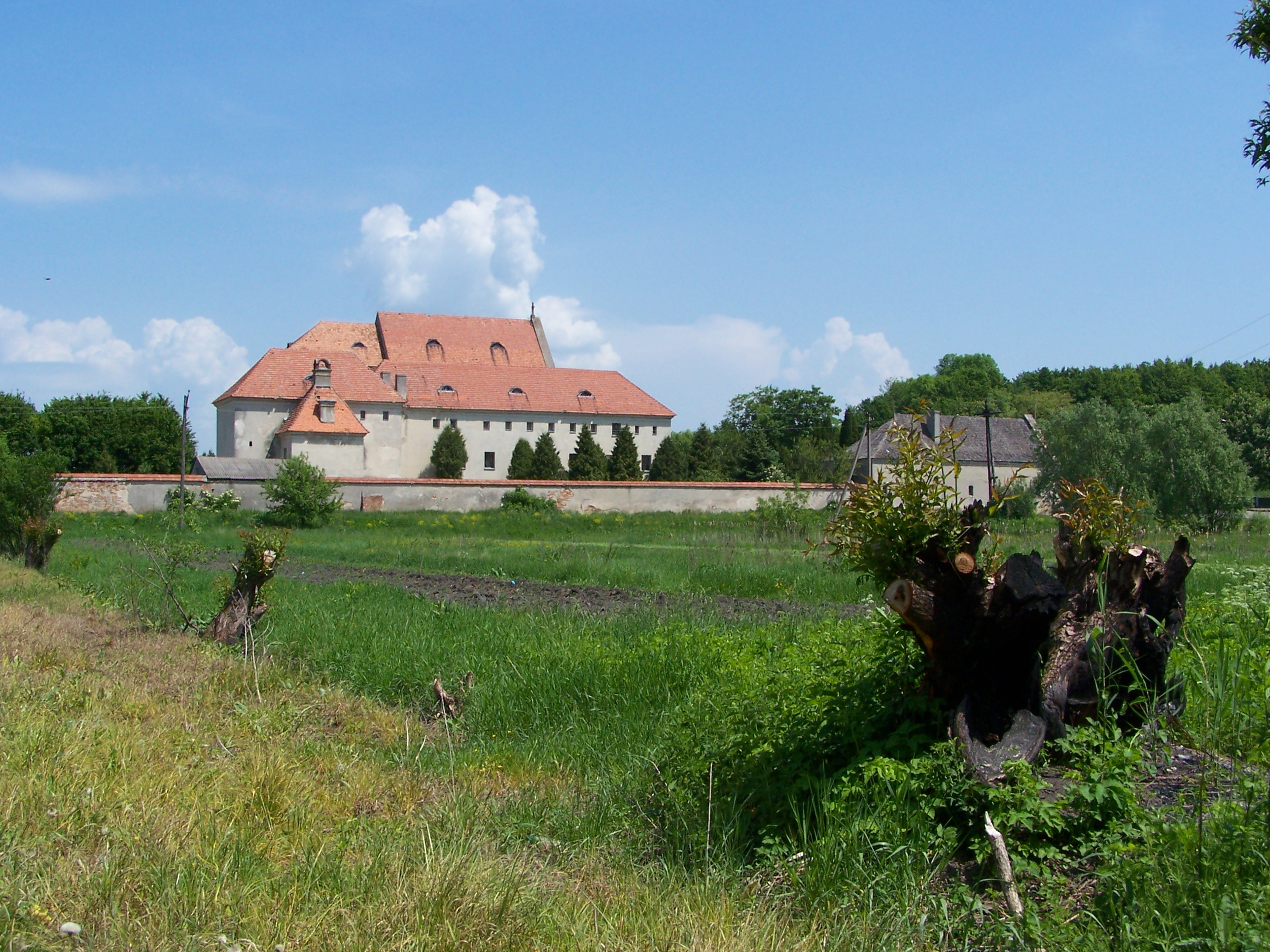
Колишній монастир капуцинів, нині фондосховище Львівської картинної галереї.

Бароковий монастир капуцинів в Олеську посідає особливе місце серед католицьких монастирів в Україні. Забудову монастиря доручили архітекторові Мартину Добравському. Прийшли нові часи й принесли нові смаки. Навіть ченці хотіли краси помешкань та середовища.
Суворий фасад костелу під трикутним фронтоном нагадує, що це не палац, а таки монастир. Тому й небагаті оздоби фасаду, пласкі пілястри та ніші, прості й аскетичні. Лише великий розмір робить костел головною спорудою забудови. За вівтарем — капітул — місце спілкування ченців. З півдня до костелу прилягає чотирикутний корпус келій з внутрішнім подвір'ям.
Майже триметрова стіна охоплює двір перед костелом. Стримане бароко тут забуло про стриманість і прикрасило двір п'ятьма капличками, статуями святих та садом бароко. Тут були партери з лікарськими рослинами, два барокових басейни з водою, городи та фруктовий садочок. Рослини вистригали фігурно, що нагадувало замкові парки десь у Чехії або Австрії.
За радянських часів монастир закрили, а ченців розігнали. Врятував пам'ятку Б. Г. Возницький, який розмістив у спустошеному монастирі капуцинів фонди Львівської картинної галереї. Реставрують і рідкісний на теренах України сад бароко.

### Костел Пресвятої Трійці

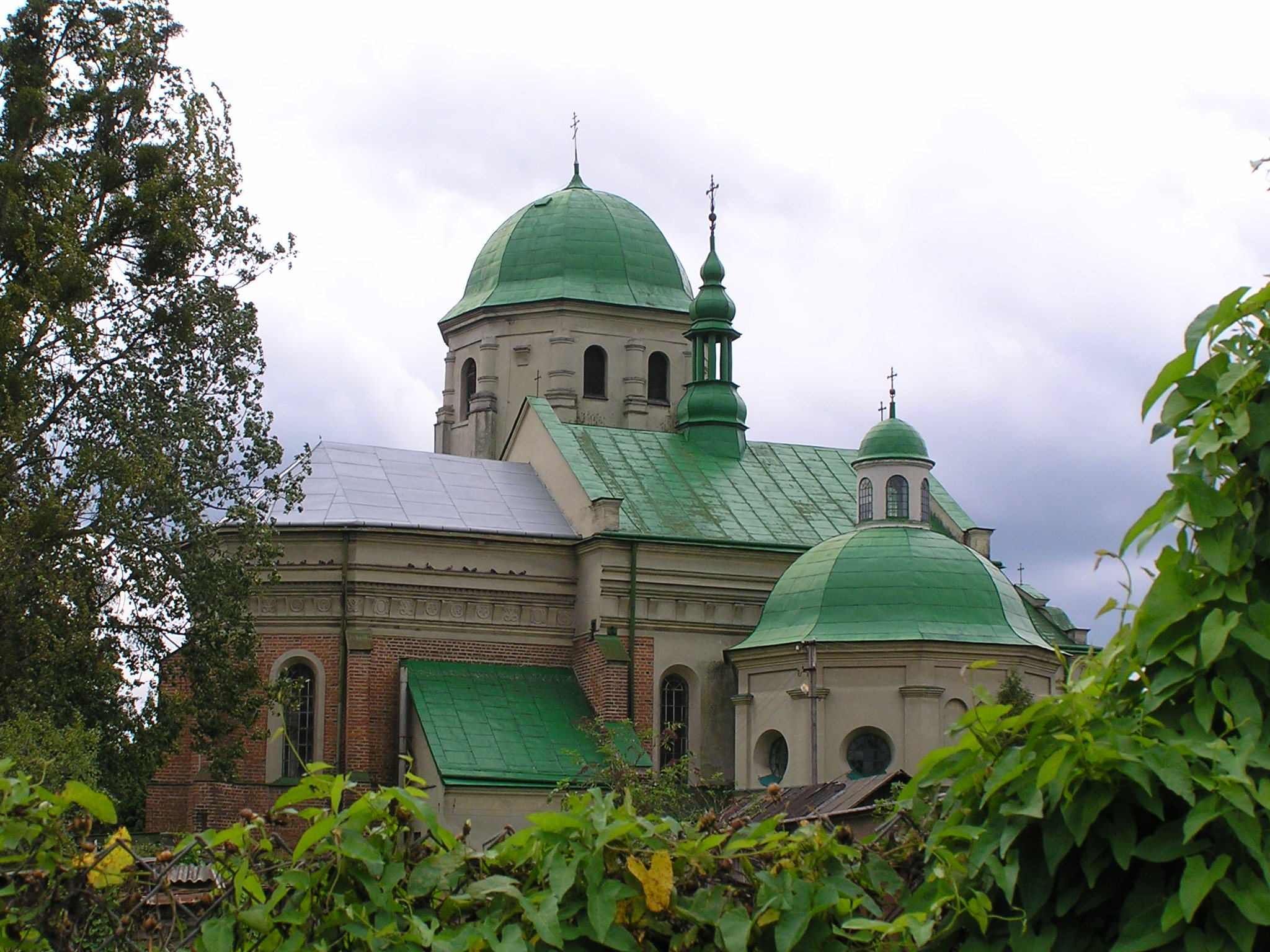
Костел Святої Трійці

Костел зального типу, мурований з цегли, з хрестовою системою кладки, частково тинькований. Складається з квадратового в плані (11,80×12,80 м) чотири стовпового основного об'єму, до якого з обох сторін прилягають сполучені з ним гранчасті каплиці, видовженої форми, з гранчастою апсидою, вівтарної частини, квадратового в плані притвору та приміщення з північної сторони. Стіни нави та пресвітерію укріплені контрфорсами. Їх, окрім західного фасаду, завершує високий антаблемент з характерним для ренесансної архітектури кам'яним фризом. Метопи фризу заповнені декоративною різьбою. Антаблемент переходить також на південну вежу, але там метопи гладкі. Дах нави вінчає ажурова сигнатурка, північна каплиця накрита ренесансовим склепінням зі світловим ліхтарем, а південну, яка має вигляд триярусної вежі, завершує шоломоподібний купол. На рівні другого ярусу вежі збереглися бійниці, третій служив дзвіницею. Обидві каплиці оформлені кутовими пілястрами. В інтер'єрі — чотири стовпи, які несуть систему хрещатих склепінь основного об'єму і ділять його на три нави. Пресвітерій накритий півциркульним склепінням з розпалубками та готичними нервюрами, каплиці, які відкриваються в наву арковими отворами, накриті сферичними склепіннями, притвор, з влаштованими на ньому хорами, має коробові склепіння. Дверні отвори з притвору в наву та з вівтаря в бічні приміщення оформлені білокам'яними, різьбленими, ренесансними порталами. У пресвітерії зберігся бароковий дерев'яний головний вівтар кінця XVIII століття, там же знаходиться мармурова епітафія Івана Даниловича 1618 року роботи скульптора Йогана Пфістера.
Від 1993 року використовується як парафіяльний храм громади Української Автокефальної Православної церкви смт. Олесько.

### Церква Успіння Пресвятої Богородиці
Мурований храм Успіння Богородиці постав у 1880-х роках на південь від центру, на перехресті сучасних вулиць Просвіти та Степана Бандери. Автором проекту був відомий галицький архітектор Василь Нагірний. Головна баня увінчана невеликим ліхтарем з маківкою. Широкий фасад храму має аж три входи, збереглися автентичні двері, а вікна фасаду оздоблені великими хрестами. До входів ведуть кілька сходинок. Окрасою фасаду є восьмикутні вежечки, на верхівках котрих стоять фіґури апостолів Петра і Павла. Між ними знаходиться складний двоярусний фронтон, увінчаний скульптурою св.Івана Хрестителя. Верхівки всіх стін прикрашені прямокутним орнаментом. 

### Сакральні споруди, що не збереглися до наших днів
На старому цвинтарі Олеська, ще на початку XX століття, знаходилася цегляна церква святої Катерини, а в замку діяла приватна капличка.
На той час в містечку існувала і греко-католицька парафія Олеського деканату Львівської архидієцезії, до якої належали села Юськовичі та Хватів. Ця парафія утримувала дві дерев'яних церкви, одна з яких була освячена на честь Успіння Непорочної Діви Марії, а друга — во ім'я св. Миколая та Димитрія. Церква св. Миколая та Димитрія, збудована з модрини, була дуже старою та колись стояла біля діючого монастиря отців Василіян під Підгірцями, на так званому Пліснеську, звідки у другій половині XVIII століття за наказом власника Олеського замку Северина Жевуського була розібрана та перенесена до Олеська, де її встановили. До Олеського деканату належали наступні парафії — Білий Камінь, Боложинів, Бужок, Чішки, Чаниж, Чехів, Гумниська, Кути, Нєвіци, Ожидів, Петричі, Підгірці, Підлисся, Переволочна, Ражнів, Сасів, Соколівка, Станіславчик, Топорів, Тур'я, Утішків, Заболотці, Закомар'я.
Колись планувалося побудувати в Олеську монастир Василіанок, але з нез'ясованих причин цього не було зроблено.

### Меморіали, пам'ятники
- 22 січня 2018 року на центральному майдані селища встановлений пам'ятний камінь районному провіднику ОУН Бібреччини і одному з провідних пропагандистів УПА Івану Керницькому, псевдо «Крилатий» та героям «Небесної сотні». Восени 2017 року, поблизу Гавареччини відновили криївку, в якій героїчно загинув Іван Керницький. Тепер родичі «Крилатого» ініціюють встановлення в Олеську пам'ятника Івану Керницькому та полеглим воїнам УПА[15].

## Відомі люди

### Народилися
- Вацлав Залеський — польський та український етнограф, поет, драматург, театральний критик, політик.
- Олександр Кобздей — художник, скульптор, професор Академії мистецтв у Варшаві.
- Остап Оришкевич — український педагог.
- Ян III Собеський — король Польщі, правитель Речі Посполитої.

### Померли
- Рингайла Анна — литовська князівна, дочка Великого Князя Кейстута, сестра Вітовта[16]